# Scripta manent
 Scripta manent лат. (изговор: скрипта манент) "Написано остаје".

## Поријекло изреке
Поријекло ове изреке није познато.

## Исто другачије
Латини исти смисао одређују и  ријечима:  Verba volant, scripta manent

## У српском језику
И код Андрића и код Селимовића срећемо: «Што није записано није ни било»

## Тумачење
Треба записати. Само се записано не заборавља.